# Kentiopsis magnifica
Espèce
Synonymes
- Mackeea magnifica H.E.Moore, 1984[1]

Statut de conservation UICN

 EN B1ab(iii,v)+2ab(iii,v) : En danger
Kentiopsis magnifica est une espèce de plantes de la famille des Arecaceae.

## Publication originale
Sous le nom de Mackeea magnifica H.E.Moore, 1984
- Allertonia 3: 5. 1984.